# Buchnera rariflora
Buchnera rariflora är en snyltrotsväxtart som beskrevs av Francis Whittier Pennell. Buchnera rariflora ingår i släktet Buchnera och familjen snyltrotsväxter. Inga underarter finns listade i Catalogue of Life.